# オールウェイズ (映画)
『オールウェイズ』（原題: Always）は、1989年のアメリカのロマンティックファンタジー映画。スティーヴン・スピルバーグ監督、リチャード・ドレイファス、ホリー・ハンター主演。また、オードリー・ヘプバーンが最後に出演した映画でもある。1943年のアメリカ映画『ジョーと呼ばれた男』（日本未公開）のリメイク。「煙が目にしみる」が主題歌として使われ、J.D.サウザーが映画内で歌うほか、プラターズの歌うバージョンが使用されている。
キャッチコピーは「いつまでも–あなたの心に。スピルバーグ監督が10年もの間、暖めてきた 愛の名作が ついに誕生しました。」

## ストーリー
無茶な飛行でいつも周囲をはらはらさせているコロラド州の空中消火隊員のピートは、非番の日に起きた山火事の消火活動に出動した際、飛行機にトラブルが起こった同僚のアルを助けようとして爆死する。昇天したピートは、天国にてハップという天使に命じられて現世へ舞い戻り、空中消火機のパイロット養成校の生徒テッドに守護霊として助言を与えることになる。
ところが、ピートは、かつての恋人だった航空管制官のドリンダにテッドが恋していることを知り、苦悩する。

## キャスト
| 役名                 | 俳優                             | 日本語吹替 | 日本語吹替 | 日本語吹替                                                                                |
| 役名                 | 俳優                             | VHS・DVD版 | BD版       | 日本テレビ版                                                                              |
| -------------------- | -------------------------------- | ---------- | ---------- | ----------------------------------------------------------------------------------------- |
| ピート・サンディッチ | リチャード・ドレイファス         | 樋浦勉     | 樋浦勉     | 樋浦勉                                                                                    |
| ドリンダ・ダーストン | ホリー・ハンター                 | 滝沢久美子 | 田中敦子   | 日野由利加                                                                                |
| アル・ヤッキー       | ジョン・グッドマン               | 玄田哲章   | 玄田哲章   | 安西正弘                                                                                  |
| テッド・ベイカー     | ブラッド・ジョンソン             | 江原正士   | 高橋広樹   | 大塚芳忠                                                                                  |
| ハップ               | オードリー・ヘプバーン           | 水城蘭子   | 池田昌子   | 池田昌子                                                                                  |
| デイヴ               | ロバーツ・ブロッサム             | 塚田正昭   |            |                                                                                           |
| パワーハウス         | キース・デイヴィッド             | 笹岡繁蔵   | 中村和正   |                                                                                           |
| ネイルズ             | エド・ヴァン・ナイズ             | 藤本譲     | 西村太佑   | 大木正司                                                                                  |
| レイチェル           | マーグ・ヘルゲンバーガー         | 安達忍     |            |                                                                                           |
| ドン（消火隊長）     | デイル・ダイ                     | 丸山詠二   |            |                                                                                           |
| アレックス           | ブライアン・ヘイリー             | 荒川太朗   |            | 坂口哲夫                                                                                  |
| チャーリー           | ジェームズ・ラシュリー           | 茶風林     |            |                                                                                           |
| グレイ               | マイケル・スティーヴ・ジョーンズ |            |            |                                                                                           |
| その他               | N/A                              |            |            | 幹本雄之 小室正幸 田中和実 田原アルノ 松岡恵美子 岩田安生 中博史 星野充昭 石井隆夫 西宏子 |
| 日本語版制作スタッフ |                                  |            |            |                                                                                           |
| 演出                 |                                  | 小山悟     |            | 福永莞爾                                                                                  |
| 翻訳                 |                                  | 井場洋子   |            | 井場洋子                                                                                  |
| スタジオ             |                                  |            |            | オムニバス・ジャパン 5MA室                                                                |
| プロデューサー補     |                                  |            |            | 奈良直子                                                                                  |
| プロデューサー       |                                  |            |            | 金井芳広 門屋大輔（日本テレビ）                                                           |
| 制作                 |                                  | 東北新社   |            | 東北新社                                                                                  |

- 日本テレビ版：初回放送1995年1月27日『金曜ロードショー』
- BD新録版：2014年12月3日発売 『スティーブン・スピルバーグ・ディレクターズ・コレクション』に収録

## エピソード
- 元になった『 ジョーと呼ばれた男（英語版）』（ヴィクター・フレミング監督、スペンサー・トレイシー、アイリーン・ダン出演）の脚本はダルトン・トランボであり、彼は『ローマの休日』の脚本家でもあったので、オードリー・ヘプバーンのアメリカ合衆国におけるキャリアの最初と最後が彼によって用意されたことになる[2]。
- 若き日のスティーヴン・スピルバーグは『ジョーと呼ばれた男』を感性や相性のリトマス試験紙として使っていた[3]。女の子との初デートで『ジョーと呼ばれた男』かヘプバーンの『いつも2人で』を観て、女の子が気に入ればまたデートに誘い、つまらなかったと言えば、二度と誘わなかったという[3]。
- オードリー・ヘプバーンは「特別出演」とクレジットされている[4]。
- ヘプバーンの次男ルカはヘプバーンの伝記で、ローマの映画館でスティーヴン・スピルバーグが監督した『E.T.』（1982年、アメリカ合衆国）を見た時にヘプバーンが感動して、「ルカ、この人は天才よ。」と言ったと回想している[5]。その数年後にスティーヴン・スピルバーグ本人から『オールウェイズ』の出演依頼を受け取った時、ルカがどんな役か尋ねると、「そんなのどうでもいいわ！彼が本当に私に出演してほしいと望んでいるのがわかる？」ととても興奮していたという[5]。
- スティーヴン・スピルバーグはティーン・エージャーの頃、両親に無理矢理連れて行かれて『パリの恋人』をドライブインで見た[6]。そしてヘプバーンを見た途端スピルバーグはすっかり魅了されたという[6]。スピルバーグは『オールウェイズ』撮影後、人生最大の喜びの一つはオードリーと一緒に仕事をしたことだと語っている[7]。